# فوكه-أتشيليس

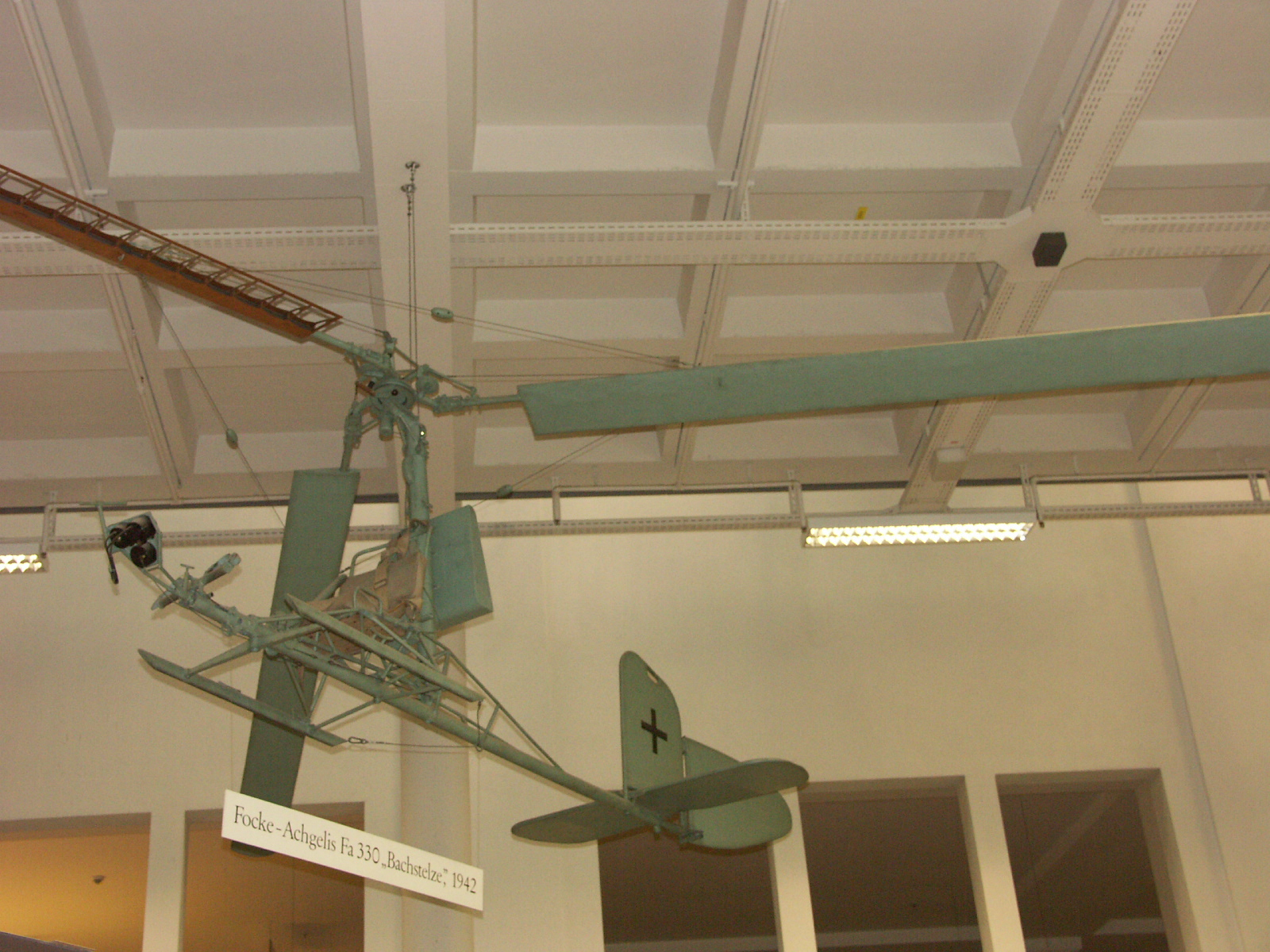
1943 Focke-Achgelis Fa 330

Focke-Achgelis & Co. GmbH H. كانت شركة طائرات هليكوبتر ألمانية تأسست في عام 1937 من قبل هنريش فوك وجيرد أتشيليس. 

## التاريخ
تم الإطاحة بهنريش فوك في عام 1936 من شركة فوك وولف، التي أسسها في عام 1924، بسبب ضغط المساهمين. هناك سبب للاعتقاد بأن إزالة فوك كانت للسماح باستخدام قدرة التصنيع Focke-Wulf لإنتاج طائرة مسرشميت بي اف 109. استحوذت شركة شركة الكهرباء العامة على الشركة، ولكن بعد ذلك بوقت قصير، اقترحت وزارة الطيران، التي أعجبت بمروحية Focke-Wulf Fw 61، أن فوك  أسس شركة جديدة مخصصة لتطوير المروحيات، وأصدر له شرطًا لتحسين تصميم قادر على حمل 700 كيلوغرام (1,500 رطل)  حمولة. 
أسس فوك شركة Focke-Achgelis في Hoykenkamp، ألمانيا، في 27 أبريل 1937، بالشراكة مع الطيار Gerd Achgelis، وبدأت أعمال التطوير في دلمنهورست في عام 1938. 

## روابط خارجية
- لوفت '46